# Gene Hoglan
Eugene (Gene) Victor Hoglan II (nacido el 31 de agosto de 1967 en Dallas, Texas) es un conocido baterista de metal extremo, ha estado en bandas como Dark Angel, Death o Testament, entre otros. También es guitarrista, aunque no en ninguna grabación, (excepto algunos riffs de Dark Angel) Es famoso por su creatividad en los adornos musicales, su gran técnica y su extremada precisión a grandes velocidades. Es apodado "El Reloj Atómico".
Hoglan tuvo su primera batería a los 13 años y es completamente autodidacta. En 1984 comenzó su carrera musical como técnico de luces para la banda de thrash metal Slayer, donde tocaba la batería en las pruebas de sonido. Formó parte de la banda War God con Michelle Meldrum. Al final de este mismo año entró en Dark Angel en la batería, y escribió la mayoría de las letras de Dark Angel en los siguientes 3 álbumes. Consiguió una buena fama en mitad de los 90 con Death cuando su líder Chuck Schuldiner adoptó un estilo más progresivo. Posteriormente, grabó un álbum con Testament y se hizo más famoso con el músico canadiense Devin Townsend con el que realizó varios álbumes con Strapping Young Lad así como en Devin Townsend band.
Hoglan es parte de la banda de death metal Tanet, la creación del guitarrista de Strapping Young Lad Jed Simon. La banda ha firmado con Century Media Records pero no ha grabado el álbum aún.
En el 2004, Hoglan remplazó a Martín López por unos conciertos con la banda de death metal progresivo Opeth.
En 2005, Hoglan remplaza de nuevo a Martín López cuando este tiene ataques de pánico. Hoglan tocaba con Opeth y Strapping Young Lad. También aparece en el video de Opeth "The Grand Conjuration".
Otras bandas también han reclutado a Hoglan como baterista de sesión. En álbumes de la banda de black metal noruega Old Man´s Child y en Daemon, banda de death metal. También ha hecho producciones para otros álbumes y demos.
Gene también fue baterista para un concierto de Unearth.

## Discografía
- 1986 - Dark Angel - Darkness Descends
- 1989 - Dark Angel - Leave Scars
- 1989 - Dark Angel - Live Scars (EP)
- 1991 - Dark Angel - Time Does Not Heal
- 1992 - Dark Angel - Decade Of Chaos (best of CD)
- 1992 - Silent Scream - From the Darkest Depths Of The Imagination (mezcla y producción)
- 1993 - Death - Individual Thought Patterns
- 1995 - Death - Symbolic
- 1995 - Naphobia - Of Hell (batería invitado)
- 1995 - Strapping Young Lad - Heavy as a Really Heavy Thing
- 1997 - Strapping Young Lad - City
- 1997 - Testament - Demonic
- 1998 - Old Man's Child - Ill-Natured Spiritual Invasion
- 1998 - Strapping Young Lad - No Sleep Till Bedtime (directo)
- 1998 - Devin Townsend - Infinity
- 1998 - Devin Townsend - Christeen plus 4 Demos (EP)
- 1999 - The Almighty Punchdrunk - Music For Them Asses
- 2000 - Cranium - Speed Metal Satan (ingeniero de sonido)
- 2000 - Devin Townsend - Physicist
- 2001 - Devin Townsend - Terria
- 2001 - Just Cause - Finger It Out
- 2001 - Frygirl - Someone Please Kill Me (congas)
- 2002 - Daemon - Eye For An Eye
- 2002 - Meldrum - Loaded Metal Cannon
- 2003 - Strapping Young Lad - Strapping Young Lad
- 2003 - Tenet - Sovereign [demo]
- 2004 - Strapping Young Lad - For Those Aboot to Rock (DVD)
- 2005 - Strapping Young Lad - Alien
- 2005 - Ani Kyd - Evil Needs Candy Too
- 2006 - Strapping Young Lad - The New Black
- 2007 - Dethklok - The Dethalbum
- 2007 - Meldrum - Blowin up The Machine
- 2008 - Pitch Black Forecast - Absentee
- 2008 - Zimmers Hole - When You Were Shouting At The Devil...We Were In League With Satan
- 2009 - Mechanism - Inspired Horrific
- 2009 - Dethklok - Dethalbum II
- 2010 - Fear Factory - Mechanize
- 2012 - Testament - The Dark Roots of Earth
- 2012 - Dethklok - Dethalbum III
- 2012 - Meldrum - Lifer
- 2016 - Testament - Brotherhood Of The Snake
- 2017 - Brendon Small's - Galaktikon II[2]
- 2020 - Testament - Titans of Creation